# Wudingloong
Wudingloong („Drak z oblasti Wu-ting“) byl rod sauropodomorfního dinosaura, žijícího v období nejranější jury (geologický věk hettang, asi před 200,17 milionu let) na území dnešní Číny (provincie Jün-nan). Typový druh Wudingloong wui byl formálně popsán v červenci roku 2025.

## Objev
Fosilie tohoto dinosaura byly objeveny v září roku 2020 v sedimentech geologického souvrství Jü-pa-cchun) a mají podobu nekompletní kostry s lebkou. Typový exemplář se sbírkovým označením LFGT-YW002 byl prvním kosterním exemplářem dinosaura, vykopaným z dané lokality v rámci geologického souvrství Jü-pa-cchun (angl. Yubacun).
Rodové jméno dinosaura Wudingloong odkazuje k oblasti okresu Wu-ting (angl. Wuding), v níž byly fosilie dinosaura objeveny, druhové wui je poctou paleontologovi jménem Siao-Čchun Wu (angl. Xiao-Chun Wu) za jeho dlouholetý přínos k paleontologickému výzkumu v provincii Jün-nan.

## Systematika
Wudingloong spadal do kladů (vývojových skupin) Sauropodomorpha, Sauropodiformes a Massopoda, mezi jeho nejbližší příbuzné patřily rody Plateosauravus, Ruehleia a Yunnanosaurus. Dalšími vzdáleněji příbuznými rody byly čínské taxony Lufengosaurus a Xingxiulong, možná pak i pochybný taxon Pachysuchus, Plateosaurus nebo také Glacialisaurus.